# 군서초등학교 (충북)
군서초등학교는 대한민국 충청북도 옥천군 군서면 동평리에 있는 공립 초등학교이다.

## 학교 연혁
- 1909년 6월 15일 사립 화명학교 설립인가 (은행리)
- 1921년 6월 15일 군서공립보통학교(4년제) 개교(설립인가 3월 28일)
- 1925년 6월 11일 동평리 현 교사로 이전
- 1926년 3월 31일 수업 연한 6년제로 연장
- 1938년 4월 1일 군서공립심상소학교 개칭
- 1941년 4월 1일 군서공립국민학교 개칭
- 1981년 3월 10일 병설유치원 개원
- 1996년 3월 1일 군서초등학교로 개칭
- 2005년 3월 30일 본관 교사 개축 및 서화관 준공
- 2019년 9월 1일 제34대 최임복 교장 부임
- 2021년 1월 8일 제98회 7명졸업(누계 6,593명)
- 2021년 3월 2일 2021학년도 7명입학(남4,여3)
- 2021년 6월 15일 개교 100주년

## 참고 자료
- 군서초등학교 - 한국교육학술정보원 학교알리미